# 1884 en Nouvelle-Écosse
Chronologie de la Nouvelle-Écosse
- 1880
- 1881
- 1882
- 1883
- 1884
- 1885
- 1886
- 1887
- 1888

Cette page concerne les événements survenus en 1884 dans la province canadienne de Nouvelle-Écosse.

## Politique

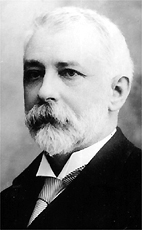
William Stevens Fielding.

- Premier ministre : William T. Pipes puis William S. Fielding
- Chef de l'Opposition :
- Lieutenant-gouverneur : Matthew Henry Richey
- Législature :